# 楽バス
楽バス（らくバス）は、九州島内で高速バスを運行するバス事業者14社で構成する九州高速バス予約システム運営委員会が運営していた高速バス座席予約システムの愛称である。正式名称は「オール九州高速バス予約システム」。
2005年（平成17年）3月1日から供用開始され、2013年（平成25年）6月30日限りで新システムに移行し愛称名は消滅した。

## 運用開始までの経緯
国土交通省が実施している「広域的な公共交通利用転換に関する実証実験」の平成16年度公募分の一つ「九州高速バスネットワークを生かした共同予約システム導入による公共交通利用促進実験」の一環として約1億1千万円をかけて開発されたシステムである。
九州島内では高速道路網の拡充により、各都市間を結ぶ高速バスが多数運行される一方、マイカー利用者も増加傾向にあった。そこで、マイカーから高速バスへの転換を促進することを目的として、九州内で高速バスを運行するバス事業者11社で共同予約システムを構築し、高速バスの利便性を高めることが考えられ、実証実験が実施された。
この実験では以下の内容が実施されている。
- 共同予約システム「楽バス」の導入
  - 加入各社の高速バス予約の共通化
  - インターネット、携帯電話からの高速バスの空席照会および予約に対応
  - コンビニエンスストアのマルチメディア端末での乗車券の発券
- 一部区間に高速バスの乗継割引運賃を設定
- 北部九州の高速バスに3日間自由に乗降できるフリー乗車券「SUNQパス」を発売

## 機能
すべての「楽バス」取扱い対象路線の乗車券を発券することが可能である。九州高速バス予約システム運営委員会に加入している各バス事業者の乗車券発売窓口や電話予約センターに端末機が設置されており、「楽バス」取扱い対象路線であれば当該事業者が運行業務を行っていない路線であっても乗車券を窓口で発券したり、電話で予約したりすることが可能である。また、乗継割引運賃が設定されている区間では、複数路線の乗継乗車券を発券することができる。
ウェブ予約が利用できる時間は4:00から23:59まで(JST)。予約は出発日前日までで、出発日当日のウェブ予約はできない。どのブラウザでも閲覧できるが、会員登録・ウェブ予約・空席照会が可能なブラウザはInternet Explorer Version5.5以降のみで、それ以外のブラウザでは会員登録・ウェブ予約・空席照会ページを開くことができない。
予約時に座席や着席位置を指定することは一切できない。乗車券を発券した際には座席が指定される。
予約後の発券については、導入当初は九州高速バス予約システム運営委員会に加入している各社の予約窓口またはコンビニのマルチメディア端末で発券していたが、2010年（平成22年）8月1日よりウェブ乗車券「ポチパ」を導入し、クレジットカードやネットバンクによるオンライン決済や、銀行ATM、コンビニATMでの支払いにも対応するようになった。なお、回数券を購入する場合やすでに持っている回数券を利用する場合はコンビニでは発券できない。
また「ポチパ」の導入により、ウェブ画面上で乗車券を表示し印刷することや、購入した乗車票を携帯電話の画面に表示させることが可能となった。
日本語のほかに英語、中国語、韓国語ページがある。

## 取扱い路線
九州高速バス予約システム運営委員会に加入している以下の14社（2011年4月現在）が運行する、もしくは運行支援業務（予約発券など）を行う予約指定制、予約定員制の高速バス各路線が取扱い対象となっている。西鉄高速バスが運行する「Lions Express」ならびに九州産交バスが運行する夜行高速バス・九州横断バスは加入事業者が運行・予約発券を行っているが楽バスでは取り扱っていない。
- 西日本鉄道 - 実質的幹事社。自社の高速バスの予約センターを「九州高速バス予約センター」と呼称している。
- 西鉄高速バス
- 九州産交バス - 自社の高速バス予約センターを「熊本高速バス予約センター」と呼称している。
- 昭和自動車
- 九州急行バス
- 西肥自動車
- 長崎県交通局
- 大分バス
- 大分交通
- 亀の井バス
- 宮崎交通
- 南国交通
- いわさきバスネットワーク
- いわさきコーポレーション（鹿児島交通）

JR九州バス・島原鉄道・長崎自動車・日田バスは九州発着の高速バスを運行しているが九州高速バス予約システム運営委員会に加入していない。ただし、これらが運行する九州内相互発着の高速バス路線については、共同運行している事業者が九州高速バス予約システム運営委員会に加入しており楽バスで予約できる。
路線の共同運行事業者が九州高速バス予約システム運営委員会に加入していない路線については、加入事業者の取扱い席のみが空席照会・販売の対象になる。この場合、発車日が近づくと、到着地側事業者の持ち座席（予約枠）を発車地側事業者に返す処理（手仕舞い）が行われる。
楽バスと他のシステム（発車オ〜ライネット、ハイウェイバスドットコム、両備高速バス携帯予約サイトなど）で取り扱う路線もある。このような路線の場合、楽バスで満席であっても、他のシステムで空席が残っていることがある。

## @バスで（ハイウェイバスドットコム）への移行
2013年6月1日に上記各社はポータルサイト「@バスで」を開設し、これまで楽バスで扱っていた全路線の2013年7月1日以降に出発する便の予約取扱いを同サイトへ移行した。予約システムについては京王バスが運営し京王グループ各社や名鉄バスなどの路線を取扱対象としているハイウェイバスドットコムのシステムに移行しており、ハイウェイバスドットコムから予約することも可能となっている。2013年6月までに出発する便については楽バスで取扱い、楽バスは6月いっぱいで閉鎖された。